# Nujabes
Nujabes (ヌジャベス (Nujabesu?)), pseudonimo di Jun Seba (瀬葉 淳?; Adachi, 7 febbraio 1974 – Shibuya, 26 febbraio 2010), è stato un disc jockey, compositore, arrangiatore e produttore discografico giapponese.
È stato definito il «padrino» del microgenere musicale chillhop; in particolare, le sue collaborazioni con Shing02 lo hanno reso «pioniere di un suono che ha ispirato il fenomeno virale del "chillhop" e di video su YouTube popolari come "lofi hip hop radio – beats to relax/study to"».
Il 26 febbraio 2010, all'età di trentasei anni, Nujabes è morto in un incidente stradale.

## Biografia
Nujabes è stato un producer che fondeva principalmente musica hip hop e influenze jazz, creando così un misto di suoni dolci, nostalgici e atmosferici.
Oltre a fare musica, era anche proprietario della T Records e Guinness Records (entrambe case discografiche situate nel quartiere speciale di Shibuya a Tokyo) e fondatore dell'etichetta indipendente Hyde-Out Productions. In Giappone ha pubblicato quattro album: Metaphorical Music nel 2003, Modal Soul nel 2005 più le due contribuzioni (Departure e Impression nel 2004) alla colonna sonora di Samurai Champloo, anime di Shin'ichirō Watanabe che fonde un'ambientazione da Giappone feudale con moderni anacronismi, in particolare relativi alla cultura hip hop quali graffiti, break dance e rapping.
Latitude (remix) presente nell'album del 2003 si basa su loops campionati dal brano del 1989 Clouds di Gigi Masin, contenuto in Les nouvelles musiques du chambre (Sub Rosa).
Nujabes rimase coinvolto in un incidente stradale la notte del 26 febbraio 2010 all'uscita della superstrada di Shuto, nella zona del quartiere di Shibuya a Tokyo. I tentativi dei medici di rianimarlo risultarono vani: morì infatti poco dopo in ospedale, all'età di 36 anni. Si diede notizia dell'accaduto sul web circa un mese dopo sul suo sito ufficiale.
Il 28 settembre 2010 viene pubblicata una compilation in formato CD intitolata Tribute To Jun per onorarne la memoria. In data 11 novembre viene pubblicato anche Modal Soul Classics II, dove hanno partecipato molti artisti a lui vicini in vita.
Il primo album postumo è uscito il 3 dicembre 2011 sotto il nome di Spiritual State.

## Discografia

### Album studio
- 2003 – Metaphorical Music
- 2005 – Modal Soul
- 2011 – Spiritual State

### Colonne sonore
- 2004 – Samurai Champloo Music Record: Departure
- 2004 – Samurai Champloo Music Record: Impression

### Raccolte
- 1998 – Sweet Sticky Thing
- 2003 – Hydeout Productions 1st Collection
- 2007 – Hydeout Productions 2nd Collection
- 2008 – Modal Soul Classics
- 2009 – Mellow Beats, Friends & Lovers
- 2010 – Modal Soul Classics II
- 2015 – Luv(Sic) Hexalogy

### Singoli
- 1999 – Ain't No Mystery
- 2002 – Luv (Sic.) Part 1
- 2002 – Luv (Sic.) Part 2
- 2003 – Lady Brown 12''